# Arthur Lester Benton
Pour les articles homonymes, voir Benton.
Arthur Lester Benton, né le 16 octobre 1909 à New York et mort le 27 décembre 2006 à Glenview (Illinois) est un neurologue et neuropsychologue américain, professeur émérite à l'université de l'Iowa.

## Biographie

### Jeunesse et formation
Il fait ses études à Oberlin College  dans l'Ohio, où il obtient son Bachelor of Arts (AB) en 1931 et son Master of Arts en 1933. Après un doctorat en médecine à l'université Columbia en 1935, il suit une formation complémentaire en psychologie à la Payne Whitney Psychiatric Clinic du New York Hospital.
Au début de 1941, Benton se porte volontaire pour le service dans la marine américaine avec le grade de lieutenant au sein du département médical. Son service actif dure jusqu'en 1945 ; il est suivi de nombreuses années de service comme officier réserve de l'US Navy, ce qui lui permet atteindre le grade de capitaine lors de son départ à la retraite.

### Carrière académique
En 1946, il accepte un poste de professeur agrégé de psychologie à l'université de Louisville, dans le Kentucky. En 1948, il est nommé professeur et directeur de la formation supérieure en psychologie clinique l'université de l'Iowa. En 1958, il devient professeur de psychologie et de neurologie, prenant sa retraite en 1978, date à laquelle est inauguré le laboratoire Benton de neuropsychologie (Benton Laboratory of Neuropsychology), dans la division de neurologie comportementale. À l'université de l'Iowa, il a dirigé 46 thèses de doctorat et 24 thèses de maîtrise. Il est l'auteur de nombreux ouvrages et le créateur d'un certain nombre de tests neuropsychologiques, dont le Benton Visual Retention Test (en) (BVRT).

### Vie personnelle
Arthur L. Benton était l'époux de la musicologue Rita Benton (1918-1980), rencontrée en France, elle aussi enseignante à l'université de l'Iowa, et le père de Raymond Stetson Benton, Abigail Benton Sivan et Daniel Joseph Benton.

### Récompenses et honneurs
- Distinguished Professional Contribution Award de l'American Psychological Association (1978)
- Contribution scientifique exceptionnelle de la Société internationale de neuropsychologie (1981)
- Prix Samuel-Torrey-Orton de la Orton Dyslexia Society (1982)
- Distinguished Service and Outstanding Contribution Award de l' American Board of Professional Psychology (1985)
- Premier conférencier d'une série annuelle de conférences organisées par le New York Neuropsychology Group et la Section de psychologie de l'Académie des sciences de New York, mettant en vedette des personnalités importantes du développement de la neuropsychologie, nommée par la suite The Arthur L. Benton Lecture en son honneur. (1986 )
- Distinguished Clinical Neuropsychological Award de l'Académie nationale de neuropsychologie (1989)
- Médaille d'or pour l'ensemble des réalisations dans l'application de la psychologie de l'American Psychological Foundation, pour laquelle la citation se lit comme suit : "Pour les contributions de toute une vie qui incluent des études cliniques pionnières sur les relations cerveau-comportement. Il a introduit des techniques d'évaluation psychologique nouvelles et objectives qui ont élargi notre compréhension des difficultés manifestées par les patients neurologiquement compromis. Il a élargi les applications de la psychologie et, ce faisant, a ouvert un nouveau champ d'étude et de pratique, la neuropsychologie clinique." (1992)